# جدال در تاسوکی
جدال در تاسوکی فیلمی به کارگردانی فرامرز قریبیان و نویسندگی مینا خیامی محصول سال ۱۳۶۵ است.

## خلاصه داستان
علی، معلمی جوان، به یکی از روستاهای پرت افتادهٔ سیستان می‌رود تا با یاری اهالی در آنجا مدرسه بسازد. او از همان ابتدا با مخالفت ببرک خان، قاچاقچی شروری که مخالف با سواد شدن اهالی است، رو به رو می‌شود. علی در قهوه خانهٔ روستا که صاحبش از ایادی ببرک خان است، منزل می‌کند. شاگرد قهوه چی که به ظاهر کر و لال است برای شناسایی قاچاقچیان به منطقه آمده است. به زودی فرزند ببرک خان، قهوه چی و شاگردش و جوانان دیگر به علی علاقه‌مند می‌شوند و به او کمک می‌کنند. ببرک خان و یارانش موقع حمل مواد مخدر مورد هجوم ژاندارم‌ها قرار می‌گیرند و دستگیر می‌شوند. قهوه چی در درگیری می‌میرد و ببرک خان در واپسین لحظه فرزندش را به علی می‌سپارد.

## بازیگران
- عبدالرضا اکبری در نقش علی همتی
- مصطفی طاری در نقش لالی
- مرتضی احمدی در نقش خیر محمد
- کاظم افرندنیا در نقش ببرک‌ خان
- ثریا حکمت در نقش ماه بی‌بی
- محمدتقی شریفی نوری در نقش کرم عزیز
- عبدالحسین خانشهری در نقش مراد بخش
- طیب شرافتی در نقش هاشم
- حسن نوروزی وفا در نقش رحمان
- احمد نصر در نقش  استوار
- منوچهر افسری در نقش شمعون
- سام قریبیان در نقش کودکی علی
- محمدعلی گرگیچ در نقش مدد خان
- محمد کیخواه در نقش  عزیز
- رضا صادقی در نقش رضا
- حمیدرضا حاتمی زاده در نقش  رئیس آموزش و پرورش